# Nieprzystosowanie społeczne
Nieprzystosowanie społeczne – termin stosowany m.in. w socjologii i w oświacie. Mianem nieprzystosowanych społecznie określa się dzieci i młodzież, u których na skutek zaburzeń wewnętrznych lub niekorzystnych warunków środowiskowych występują utrwalone zaburzenia w zachowaniu. Za zagrożonych nieprzystosowaniem uważa się te dzieci i młodzież, które wychowują się w warunkach niekorzystnych dla rozwoju psychospołecznego, na które negatywny wpływ wywierają takie środowiska jak rodzina, grupa rówieśnicza i inne, a także, u której rejestrowane przejawy zaburzeń występują sporadycznie.